# لفظ خاص
الخاص هو كل لفظ وضع لمعنى معلوم على الانفراد. المراد بالمعنى الذي وضع له اللفظ عينا كان أو عرضا، وبانفراد اختصاص اللفظ بذلك المعنى، وإنما قيده بالانفراد ليتميز عن المشترك. عبارة عن التفرد. يقال: فلان خص بكذا، أي أفرد به ولا شركة للغير فيه.

## وزير
1. ↑  الشريف الجرجاني. كتاب التعريفات